# Frédéric Dufour
Frédéric Dufour (født 2. februar 1976 i Lyon, Frankrig) er en fransk tidligere roer.
Ved OL 2004 i Athen vandt Dufour (sammen med Pascal Touron) en sølvmedalje i disciplinen letvægtsdobbeltsculler. Den franske båd kom ind på andenpladsen i en finale, hvor Polen vandt guld, mens Grækenland tog bronzemedaljerne. Han var også med i båden ved OL 2008 i Beijing, hvor franskmændene dog ikke nåede finalen.
Dufour vandt desuden to VM-sølv- og to VM-bronzemedaljer, alle i letvægtsroning.

## OL-medaljer
- 2004:  Sølv i letvægtsdobbeltsculler